# Đại hội Đảng Cộng sản Nga (Bolshevik) lần thứ X

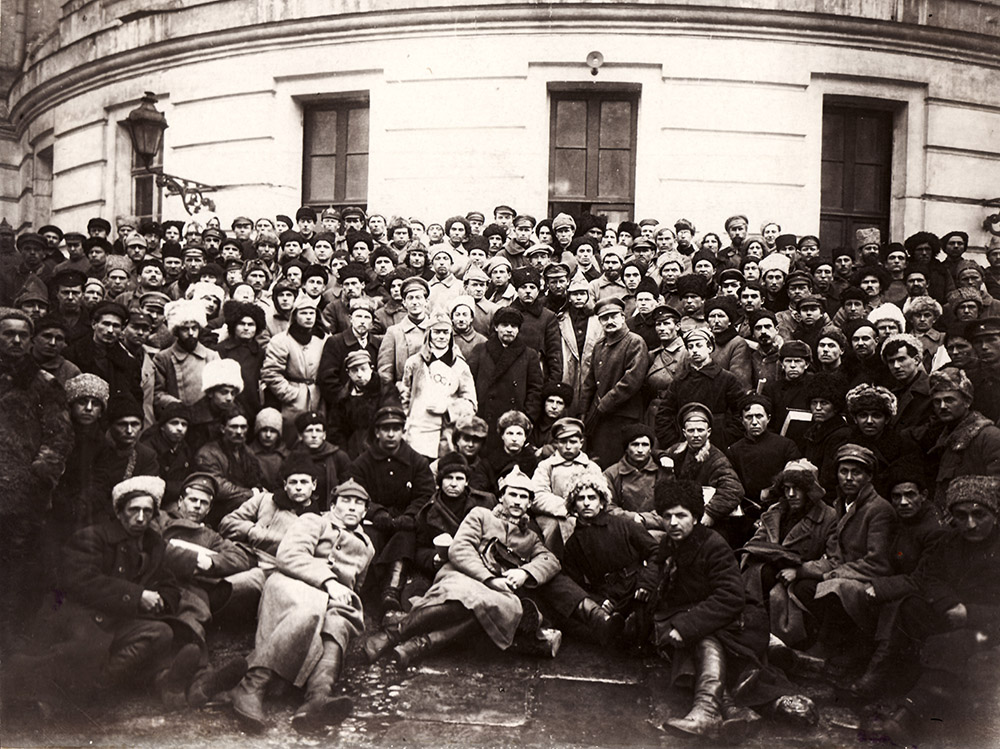
Lenin, Trotsky và Voroshilov (sau Lenin) với đại biểu tham dự Đại hội

Đại hội Đảng lần thứ 10 Đảng Cộng sản Nga (Bolsheviks) đã được tổ chức trong ngày 08 - 16/3/1921 tại Moskva. Trong thời gian diễn ra Đại hội, Cuộc nổi dậy Kronstadt bắt đầu nổ ra.
Đại hội có sự tham gia của 694 đại biểu chính thức và 296 đại biểu dự khuyết.
Chương trình nghị sự bao gồm:
- Báo cáo của Ban Chấp hành Trung ương Đảng;
- Báo cáo của Ủy ban Kiểm tra Trung ương Đảng;
- Vai trò công đoàn trong kinh tế;
- Cộng hòa xã hội chủ nghĩa trong sự bao vây của tư bản về ngoại thương, nhượng bộ, v.v.;
- Cung cấp thực phẩm, phân bổ thực phẩm dư thừa, thuế bằng hiện vật và khủng hoảng nhiên liệu,
- Vấn đề tổ chức Đảng;
- Nhiệm vụ hiện tại của Đảng trong các vấn đề dân tộc;
- Tổ chức lại quân đội và vấn đề dân quân;
- Tổng cục Giáo dục Chính trị và công tác tuyên truyền, kích động của Đảng;
- Báo cáo của đại diện Đảng Cộng sản Nga trong Quốc tế Cộng sản và các nhiệm vụ;
- Báo cáo của đại diện Đảng Cộng sản Nga trong Hội đồng Công đoàn Quốc tế;
- Bầu cử Ban Chấp hành Trung ương Đảng, Ủy ban Kiểm tra và Ủy ban Kiểm toán.

Các quyết định chính bao gồm:
- Lệnh cấm các phe phái nội bộ trong Đảng Cộng sản Nga (Bolshevik) (Nghị quyết số 12: "Về Thống nhất Đảng"). Các phe phái này bao gồm phe Công nhân Đối lập (người ủng hộ chủ nghĩa liên hiệp), và những người Dân chủ Tập trung, muốn có thêm quyền tự trị Xô Viết.
- Các chính sách kinh tế mới đã được quyết định. Ngoại thương, ngân hàng và công nghiệp nặng sẽ nằm trong tay nhà nước, phần còn lại được tư nhân hóa.

## Công đoàn
Kết quả của cuộc tranh luận về công đoàn là sự bác bỏ của đại hội về quan điểm của Trotsky, người được Ban Bí thư khóa XIX, phe Công nhân Đối lập và phe Dân chủ Tập trung ủng hộ. Nghị quyết về Vai trò và Nhiệm vụ của Công đoàn, bao gồm định nghĩa của Lenin về vai trò của công đoàn là các tổ chức giáo dục và trường học hành chính, quản lý kinh tế và chủ nghĩa cộng sản, được thông qua theo đa số phiếu.